# Vicksburg (Pensilvania)
Vicksburg es un lugar designado por el censo ubicado en el condado de Union en el estado estadounidense de Pensilvania. En el año 2010 tenía una población de 261 habitantes.

## Geografía
Vicksburg se encuentra ubicado en las coordenadas 40°56′16″N 76°59′25″O / 40.93778, -76.99028.. Según la Oficina del Censo de los Estados Unidos, Vicksburg tiene una superficie total de 0,47 mi² (1,2 km²), de la cual 0,47 mi² (1,2 km²) corresponden a tierra firme y 0 mi² (0 km²) es agua.